# Tiszavasvári
Tiszavasvári város Szabolcs-Szatmár-Bereg vármegyében, a Tiszavasvári járás központja. Mai nevét 1952-ben kapta Vasvári Pálra emlékezve, de tulajdonképpen 1950-ben jött létre Bűdszentmihály és Tiszabűd egyesítésével. A két település már korábban, 1941 és 1946 között is egyesítve volt Bűdszentmihály néven.

## Fekvése
A Keleti-főcsatorna bal partján fekszik, a vármegye székhelyétől, Nyíregyházától 28 kilométerre. Közelében található a tájvédelmi területté nyilvánított Fehér-szik.
A közvetlenül határos települések: észak felől Tiszalök és Szorgalmatos, kelet felől Nagycserkesz, délkelet felől Hajdúdorog, dél felől Hajdúnánás, délnyugat felől Polgár, nyugat felől Újtikos, északnyugat felől pedig Tiszadob és Tiszadada.
Több kisebb-nagyobb különálló településrésze, külterületi lakott helye van, ezek közül a legnépesebb Józsefháza, a központjától mintegy 5 kilométerre délnyugatra.

### Megközelítése
Legfontosabb közúti megközelítési útvonala a 36-os főút, ezen érhető el Nyíregyháza és Tiszaújváros felől is. Hajdúnánással és azon keresztül Hajdúböszörménnyel a 3502-es, Tiszadobbal a 3631-es, Tiszalökkel pedig a 3632-es út kapcsolja össze.
Vonattal elérhető a Debrecen–Tiszalök-vasútvonalon, melynek két megállási pontja van itt; Tiszavasvári vasútállomás a belterület déli részén helyezkedik el, közvetlenül a 3502-es út mellett, Egyházerdő megállóhely pedig a lakott terület északi szélén, ott, ahol a 3502-es út keresztezi a vasutat.

### Földrajzi alapadatok
Magyarország északkeleti nagyrégiójához tartozik, mint egy 38 ezres térség dinamikusan fejlődő központja. Három alföldi kistáj, a Nyírség, a Hajdúság, és a Hortobágy találkozásánál, a Tisza bal parti árterén helyezkedik el, Budapesttől 210 kilométerre keletre, a Miskolc-Nyíregyháza-Debrecen háromszög középpontjában.
Éghajlatában erősen érvényesül a kontinentális jelleg. Az északi szelek miatt alacsonyabb a hőmérséklet, mint az Alföld déli részén.
Felszíne sík – folyók egyengették a területének nagy részét, így azt jobbára folyami hordalék borítja.
Vizekben, vadakban, növényzetben gazdag területét kelet-nyugati irányban a 36-os főút szeli át, nagy átmenő forgalommal. Vasútja Debrecen és Tiszalök felé kínál összeköttetést az itt élőknek és a városba látogatóknak. Az M3-as autópálya a város határában húzódik, lehetővé téve a gyors megközelítést az ország távolabbi részei felől is.
A Nyíri-mezőségre jellemző kötött fekete szikes, homokos talaj egyformán megtalálható. Adottságainál fogva jól megfér egymás mellett a szántóföldi növényi kultúra és a nagy kiterjedésű legelőin az állattartási kultúra is.

## Története
A város helyén két település állt egykor, Tiszabűd (korábban Bűd) és Szentmihály.
Bűd a tatárjárás idején elpusztult, majd később újra települt falu a 16. század végén ismét lakatlanná vált jó félszáz évig, majd örmény kereskedők (Dogály János és Konstantin) görögkatolikus kárpát-ukrán telepesekkel telepítették be. Ez időben a Taktaközből református magyarok is jöttek ide.
Szentmihály 1440 táján született: Báthori András Bűd határában önálló települést hozott létre és bűdi jobbágyokkal népesítette be. 1550 körül jeles település volt, közel félezer ember élt itt. A 17. század első harmadában az új birtokos – Lónyay család – hajdúkat telepített ide, akik a bíráskodás terén kiváltságokat kaptak. A 17. század második felében lakatlan volt, majd 1700 körül ismét hajdúk éltek itt, akik szerződéses viszonyban voltak a földesúrral, s a szabad mezővárosi jogállást 1848-ig megőrizte a település. 1771-től 1945-ig Dessewffy-birtok volt.
A két szomszédos község (ekkor már Bűdszentmihály és Tiszabűd) közigazgatási egyesítése nem volt zökkenőmentes. Először 1941-ben egyesültek Bűdszentmihály néven, de a tiszabűdiek nem akarták elfogadni önállóságuk elvesztését. 1946-ban sikerült is visszanyerni községi önállóságukat, de 1950-ben újra Bűdszentmihály néven hozták egybe a két községet. Tiszabűd legalább a község nevében akarta jelezni egykori önállóságát. Ennek eredménye lett végül az új elnevezés 1952-től: Tiszavasvári, amelyet Vasvári Pál és a Tisza nevéből képeztek. Tiszavasvári 1986. január 1. óta város.

## Közélete

### Polgármesterei
| Polgármester | Polgármester    | Polgármester         | Kilépés oka                             |
| ------------ | --------------- | -------------------- | --------------------------------------- |
| 1990–1994    | Sulyok József   | nem ismert           |                                         |
| 1994–1998    | Sulyok József   | MSZP                 |                                         |
| 1998–2002    | Sulyok József   | MSZP                 |                                         |
| 2002–2006    | Sulyok József   | MSZP                 |                                         |
| 2006–2010    | Rozgonyi Attila | független            |                                         |
| 2010–2012    | Dr. Fülöp Erik  | Jobbik               | a képviselő-testület feloszlatta magát  |
| 2012–2014    | Dr. Fülöp Erik  | Jobbik               | Időközi választás: 2012. október 28.    |
| 2014–2018    | Dr. Fülöp Erik  | Jobbik               | hivataláról lemondott                   |
| 2018–2019    | Szőke Zoltán    | Fidesz-KDNP          | Időközi választás: 2018. szeptember 16. |
| 2019–2024    | Szőke Zoltán    | Fidesz-KDNP          |                                         |
| 2024–        | Balázsi Csilla  | Vasvári Pál Társaság |                                         |

## Népesség
A település népességének változása:
| Lakosok száma | 12 964 | 12 954 | 12 508 | 12 232 | 12 238 | 12 338 | 12 276 |
|               | 2013   | 2014   | 2018   | 2021   | 2022   | 2023   | 2024   |

2001-ben a város lakosságának 91%-a magyar, 9%-a cigány nemzetiségűnek vallotta magát.
A 2011-es népszámlálás során a lakosok 83,7%-a magyarnak, 12,6% cigánynak, 0,3% németnek, 0,3% ruszinnak mondta magát (15,7% nem nyilatkozott; a kettős identitások miatt a végösszeg nagyobb lehet 100%-nál). A vallási megoszlás a következő volt: római katolikus 8,9%, református 21,1%, görögkatolikus 8,6%, evangélikus 0,3%, felekezeten kívüli 31,3% (28,5% nem válaszolt).
2022-ben a lakosság 87,6%-a vallotta magát magyarnak, 6,9% cigánynak, 0,4% ruszinnak, 0,2% németnek, 0,1-0,1% románnak és ukránnak, 1,6% egyéb, nem hazai nemzetiségűnek (12,2% nem nyilatkozott; a kettős identitások miatt a végösszeg nagyobb lehet 100%-nál). Vallásuk szerint 4,9% volt római katolikus, 14,2% református, 6,3% görög katolikus,1,8% egyéb keresztény, 0,1% evangélikus, 35,5% felekezeten kívüli (36,8% nem válaszolt).

## Gazdaság
- A városban működött az Alkaloida Vegyészeti Gyár, amely a privatizáció óta ICN Pharma[18] néven működött 2006 őszéig. Ekkor újra visszavette régi nevét és Alkaloida Vegyészeti Gyár Zrt. néven működik. Jelenlegi tulajdonosa Sun Pharma Industries Ltd.
- Téglagyártás (Wienerberger)
- Acélszerkezet-gyártás (VASÉP Kft.)
- Vegyipari gépészet (QUICK 2000 Kft.)

## Nevezetességei
- Vasvári Pál Múzeum
- Dessewffy-kastély (klasszicista, 19. század első fele)
- Görögkatolikus templom (barokk)
- Református templom (18. század)
- Kornis-kastély (Dogály-kúria)
- Római katolikus templom (Szent Eleonóra-harang)
- Tiszavasvári strandfürdő, mely nagyon híres, s népszerű volt a 80-90-es években a város határában található gyógyvíz forrás miatt, mely közelébe a strand épült.
- A településen halad át a szarmaták által 324 és 337 között épített, az Alföldet körbekerülő Csörsz-árok vagy más néven Ördögárok nyomvonala.
- Városháza, Bán Ferenc DLA[19] (Tokaj, 1940. szeptember 17.) a Nemzet Művésze címmel kitüntetett, Kossuth-díjas magyar építész, a kortárs magyar építészet egyik legprogresszívabb alakja. Kelet-Magyarország építészetének emblematikus figurája tervei alapján készült el 1987-1989 között.

## Tiszavasvári híres szülöttei
- Vasvári Pál - a márciusi ifjak egyik vezéralakja
- Kabay János - annak a ma is használt eljárásnak a feltalálója, mellyel a morfium a száraz máknövényből kinyerhető; a tiszavasvári Alkaloida Vegyészeti Gyár alapítója.
- Kisszántói Pethe Ferenc - az első magyar gazdasági szaklap szerkesztője
- Olasz Renátó - színész; ismert szerepei: Miklósi Márk az Aranyélet és a fiatal Zámbó Jimmy A Király című filmsorozatokban.
- Gazdag László bábművész, színész, a Kolibri Színház tagja.
- Aranyos Sándor - néprajzkutató, Junior Prima Primissima díjas muzeológus, a Szentendrei Szabadtéri Néprajzi Múzeum gyűjteményi osztályvezetője
- Aranyos Norina - néptáncművész, néptáncos. A Magyar Állami Népi Együttes női tánckari tagja, 2013. évad legjobb pályakezdő táncművésze, Junior Prima Primissima díjas táncművész (2022)
- Sert Zsuzsanna (születési nevén Kovács Zsuzsanna) - folklorista, énekművész, az Isztambuli Magyar Iskola koordinátora, a megyei Príma-díjas Nyírség Táncegyüttes egykori táncosa (2008), a Néptánc-oskola (2009) és az Évszakoló (2021) című oktatási kiadványok egyik szerkesztője, a Magyar Ezüst Érdemkereszt kitüntetettje (2024).

## Intézmények

### A városban található oktatási és nevelési intézmények
Óvodák
- Egyesített Óvoda Intézmény:
- Minimanó Óvoda
- Kerek-Perec Óvoda
- Lurkó-Kuckó Óvoda
- Varázsceruza Óvoda

 Általános iskolák
- Tiszavasvári Általános Iskolai Egység (3 iskola egysége: Kabay János, Pethe Ferenc és Vasvári Pál Általános Iskola)

 Gimnázium
- Váci Mihály Gimnázium

 Szakközépiskola, kollégium, szakmunkásképző
- Nyíregyházi SZC, Tiszavasvári Szakképző Iskola és Kollégium Archiválva 2021. május 19-i dátummal a Wayback Machine-ben
- Tiszavasvári Digitális Középiskola[halott link]
- Tiszavasvári Kollégium

 Zeneiskola
- Hankó László Zeneiskola

## Sportélet, Tiszavasvári Sport Egyesület (TSE)
Futball 
- A 2010-2011-es bajnoki évadban, megye első osztályú csapat

 Kézilabda 
- A 2010-2011-es bajnoki évadban az NB II Északkelet férfi felnőtt csoportjának 3. helyezett csapata[20]
- 1997-98-ban a város először jutott az NBI-be[21]

## Rendezvények

#### Öhönforgató verseny és Néptánctalálkozó
Nagyszabású gasztronómiai fesztivál, amely 2005 óta kerül megrendezésre, jellemzően május második felében, a városi strand területén. A versenyen baráti társaságok, munkahelyi közösségek főzik a híres hortobágyi pásztorételt. Az induló csapatok száma 50 és 60 körül mozog. A csapatok létszáma változó, a résztvevők száma rendre eléri, meghaladja az 1000 főt.
A rendezvényt egész napos kulturális program egészíti ki. Délelőttönként néptánc bemutatókat, délutánonként könnyűzenei fellépőket láthatnak a kilátogatók.
Zúzoslé főzőverseny , Zúzafesztivál és Pálinka mustra - Csipetnyi Bűdszentmihály
Tiszavasvári Város Önkormányzata és a Vasvári Pál Múzeum is féltő és élő értékként kezelő gonddal őrzi ősi ételének mai kultuszát. Ennek jegyében a Múzeum és a Városi Önkormányzat 2013-ban rendezte meg első alkalommal, s teremtett ezzel a régi népi ételt szélesebb körű mai népszerűségi és figyelemközpontba helyező hagyományt a Szent Mihálynapi hagyományok felidézésként a Zúzos-lé főző versengést. Ennek keretében azon csapatok jelentkezését várták, akik a legfinomabban módon tudják elkészíteni Büdszentmihály egyedülálló népi ételét a Zúzos levest. A megrendezésre kerülő versengés értékelési szempontrendszere az ősi népi étel illat, látvány, és íz világának specifikumait vizsgálja, illetve külön minősítési szemponttá emeli az étel elkészítésének alapjául szolgáló recept egyediségeit, specifikumait, melyek a megszokottól történő eltérés alapján hitelesen tükrözik a népi ételek elkészítésében is természetszerűleg megnyilvánuló „Ahány ház, annyi szokás” elvet. A tyúkhúsleveshez leginkább hasonlítható különleges leves, az egyedi fűzerezés mellett húst, zöldségeket, zúzát, májat, pirított eperlevelet, rizst is tartalmaz, amelytől íze és állaga is igazán egyedi és különleges. Az ételt a helyi múzeum néprajzi gyűjtése alapján leginkább a paraszti lakodalmak és családi eseményekkor került az ünnepi asztalra. Büdszentmihály, a mai Tiszavasvári elődtelepülésének egyedülálló népi ételét ma is gyakran tálalják a lagzikban. A gasztronómiai hagyományok ápolásának évről évre megrendezésre kerülő több színterén is gyakran kap központi helyet e jellegzetes tájétel.

#### Funreal
A Funreal egy helyi jelentőségű, 2000 óta, szabálytalan időközönként rendezett, önszerveződő cybersport-összejövetel, úgynevezett LAN-parti, túlnyomórészt Tiszavasvári, illetve újabban Tiszalök helyszínnel. Résztvevőinek száma jellemzően 100 fő alatti, hivatalos játéka az Unreal Tournament; rendszere körmérkőzéses. Díjazás a vándorserlegtől eltekintve nincs.
https://web.archive.org/web/20080703143357/http://funreal.unr.hu:80/

## Testvérvárosok
- Nagybánya, Románia (2006)[23]
- Osmaniye, Törökország (2011)[24]
- Jicsun, Kína (2011)[25]
- Ardabíl, Irán (2011)[26]

## Képek

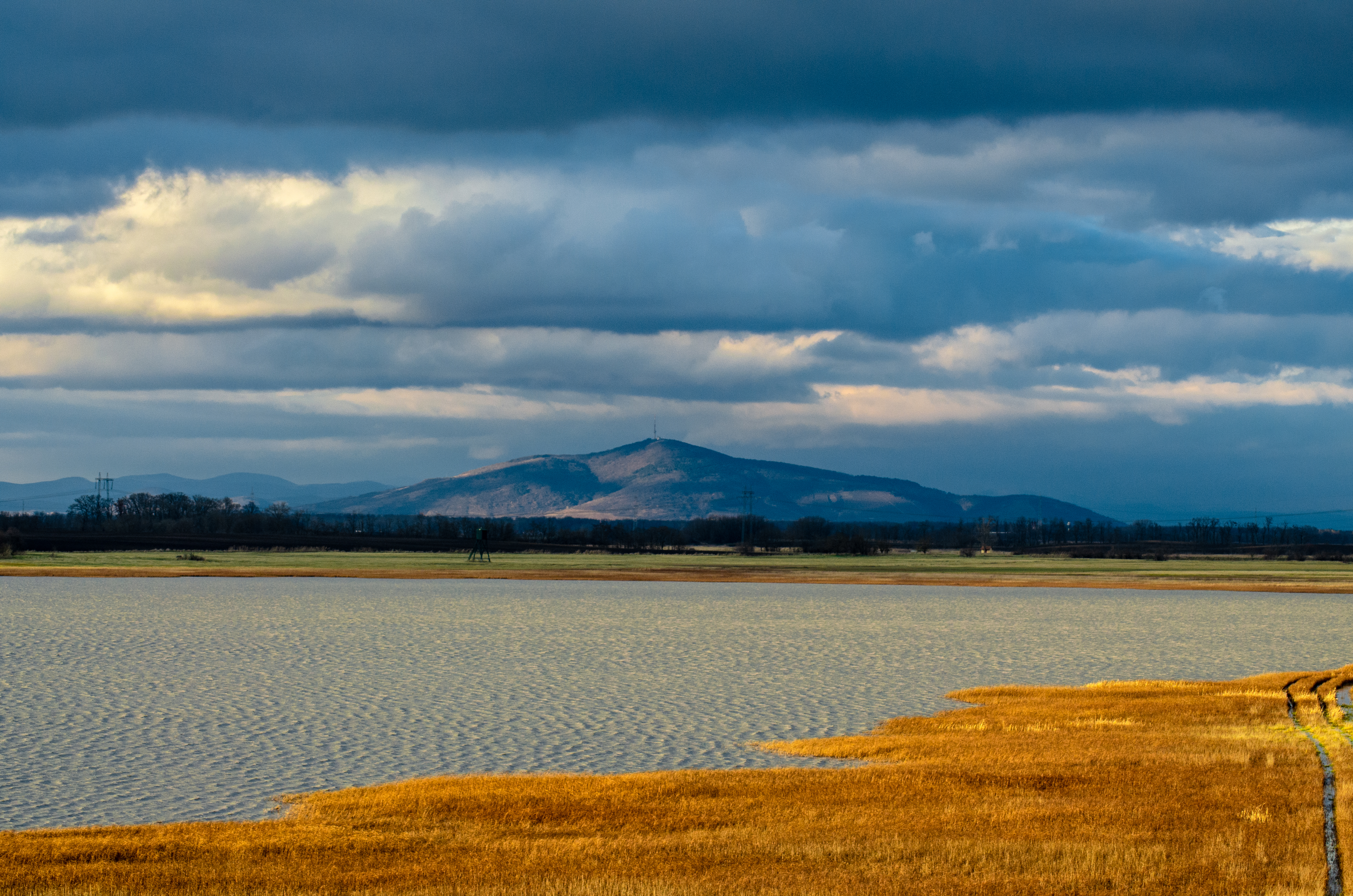
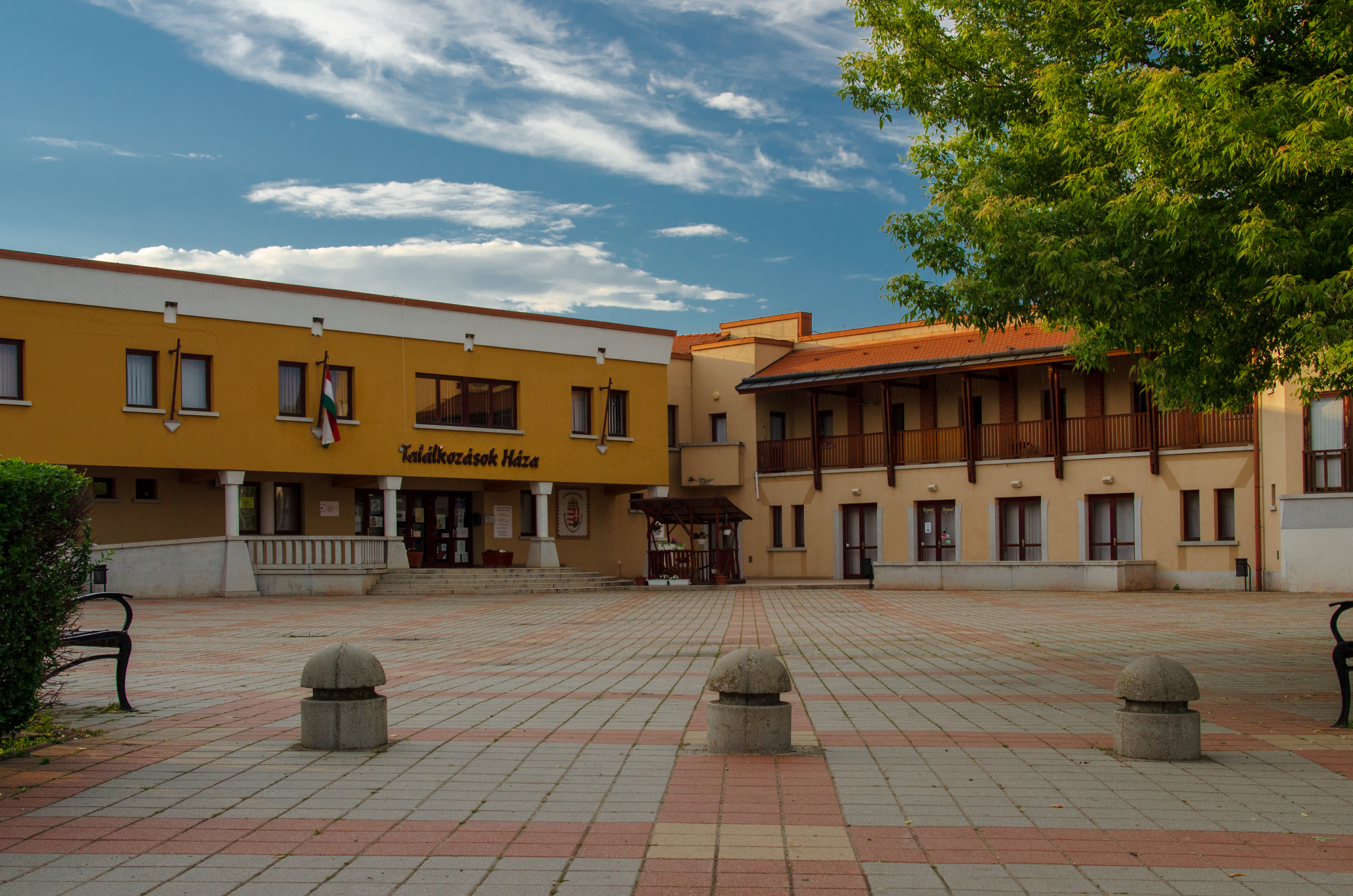
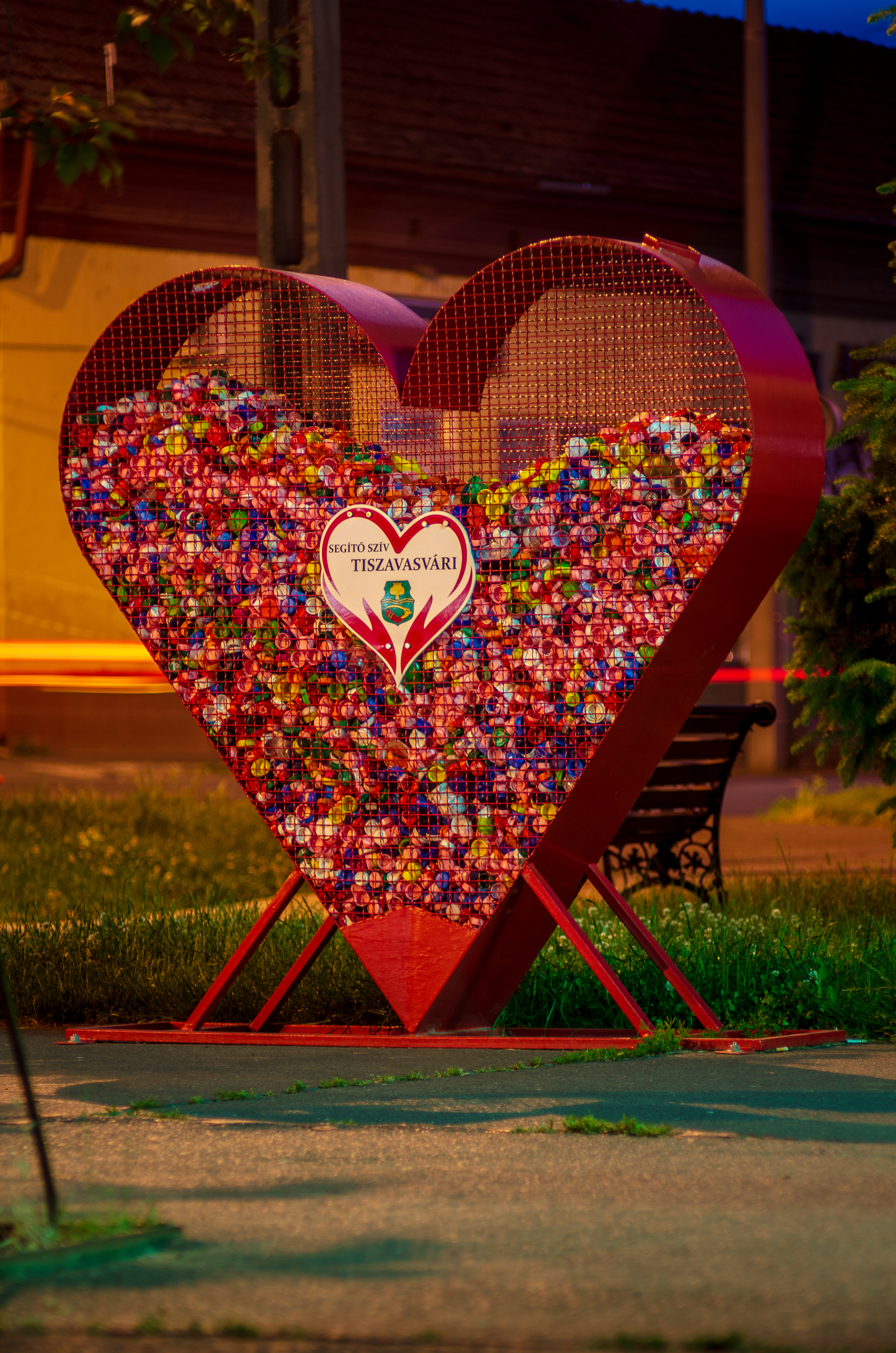
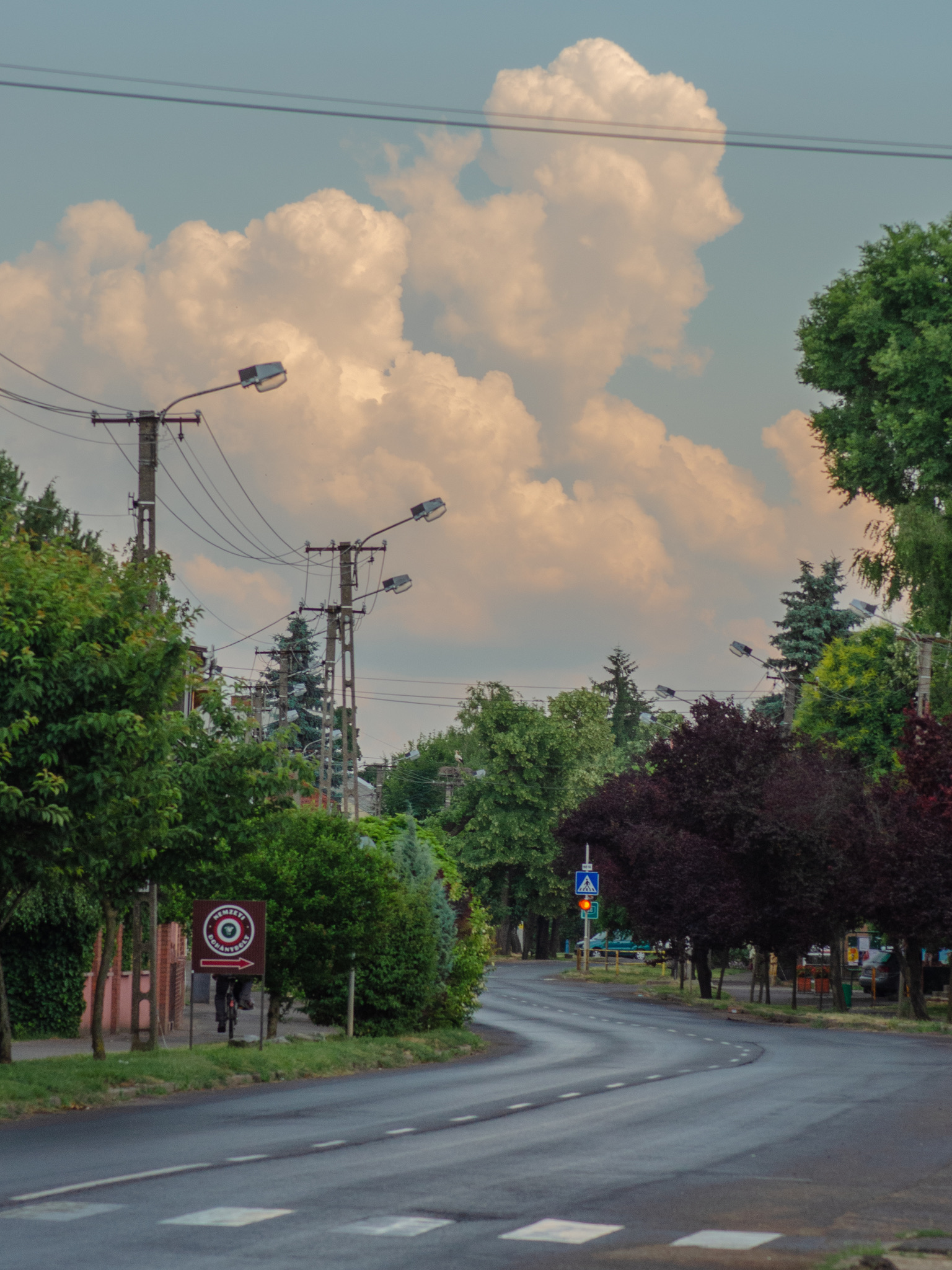
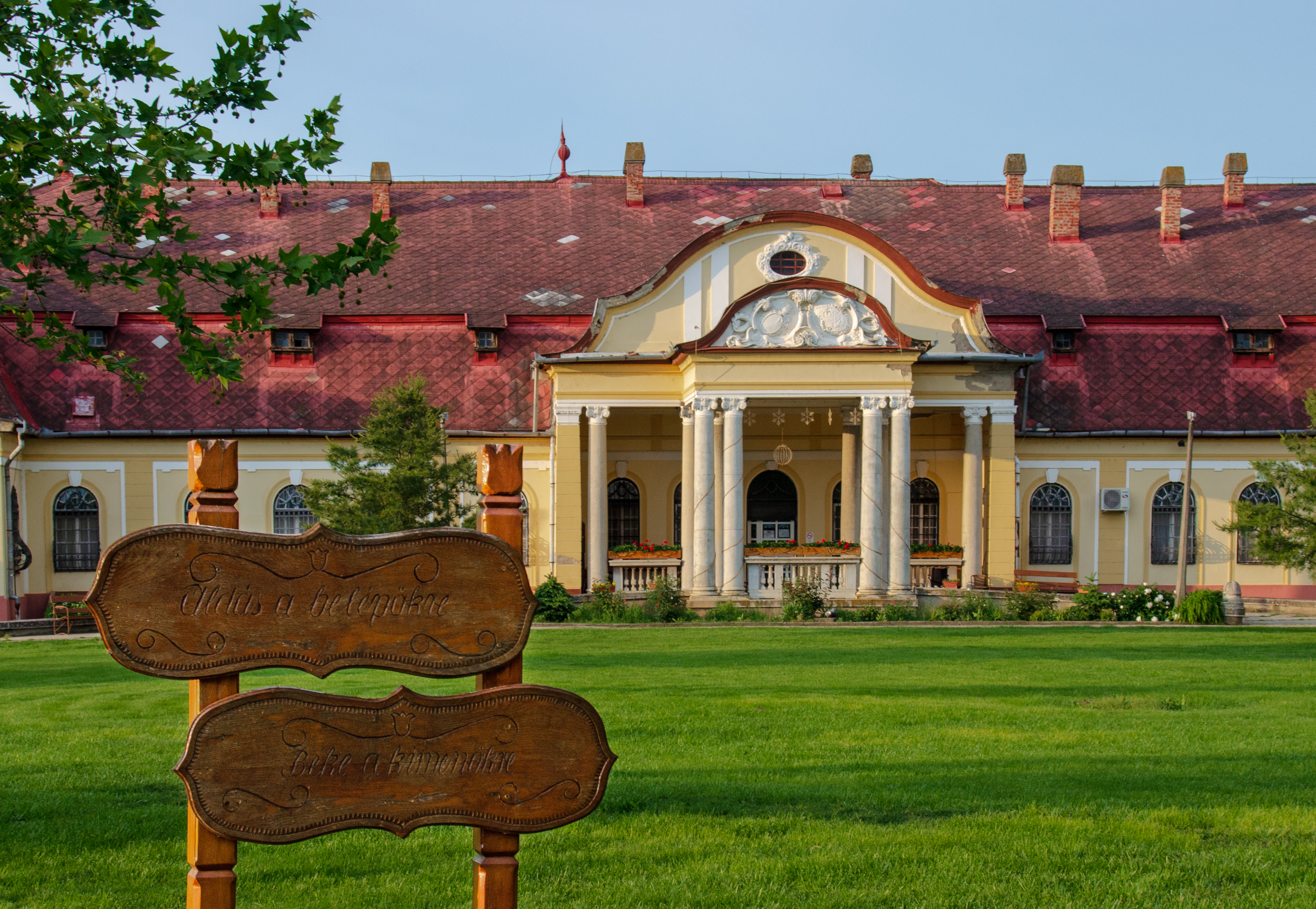
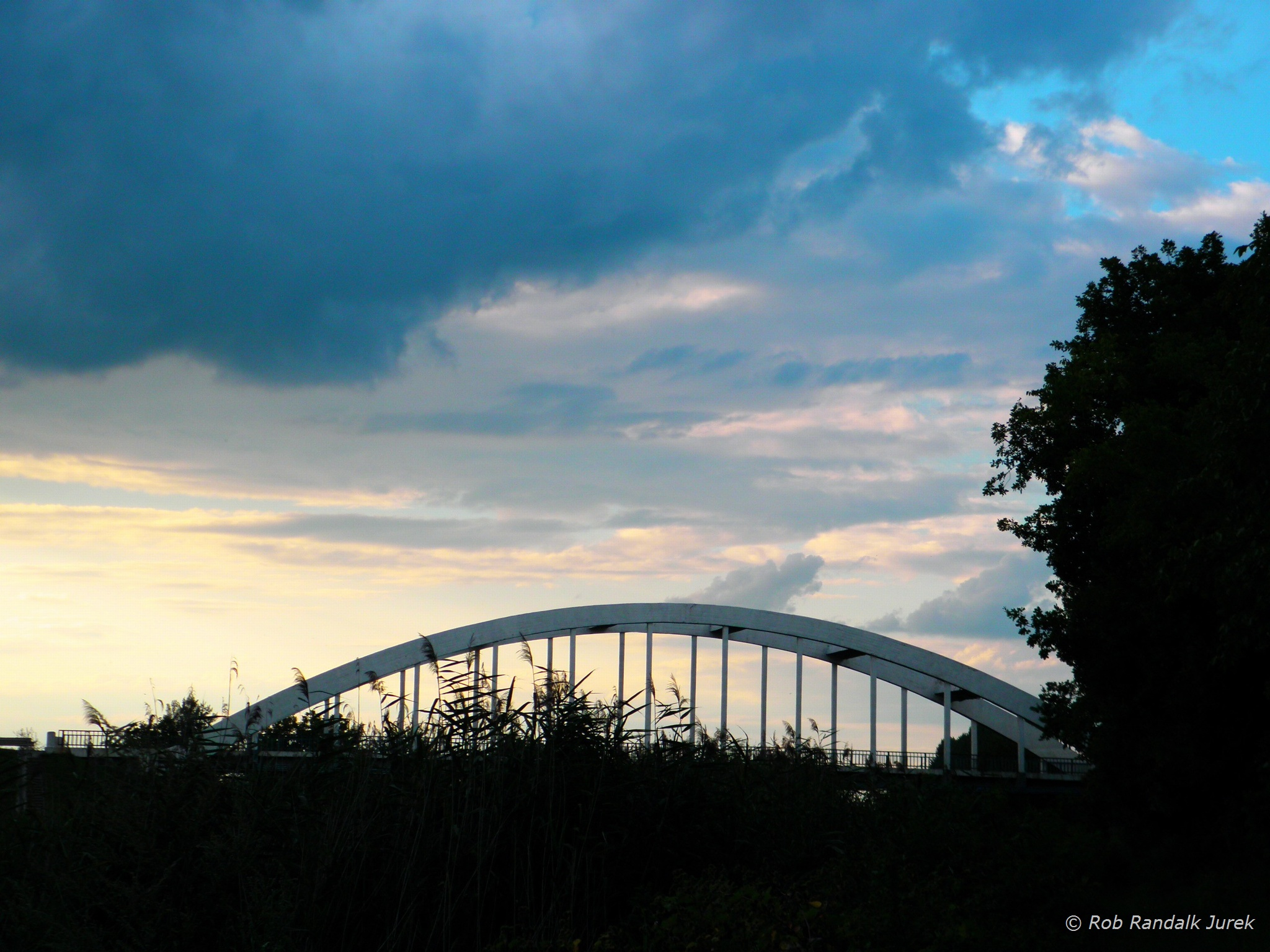
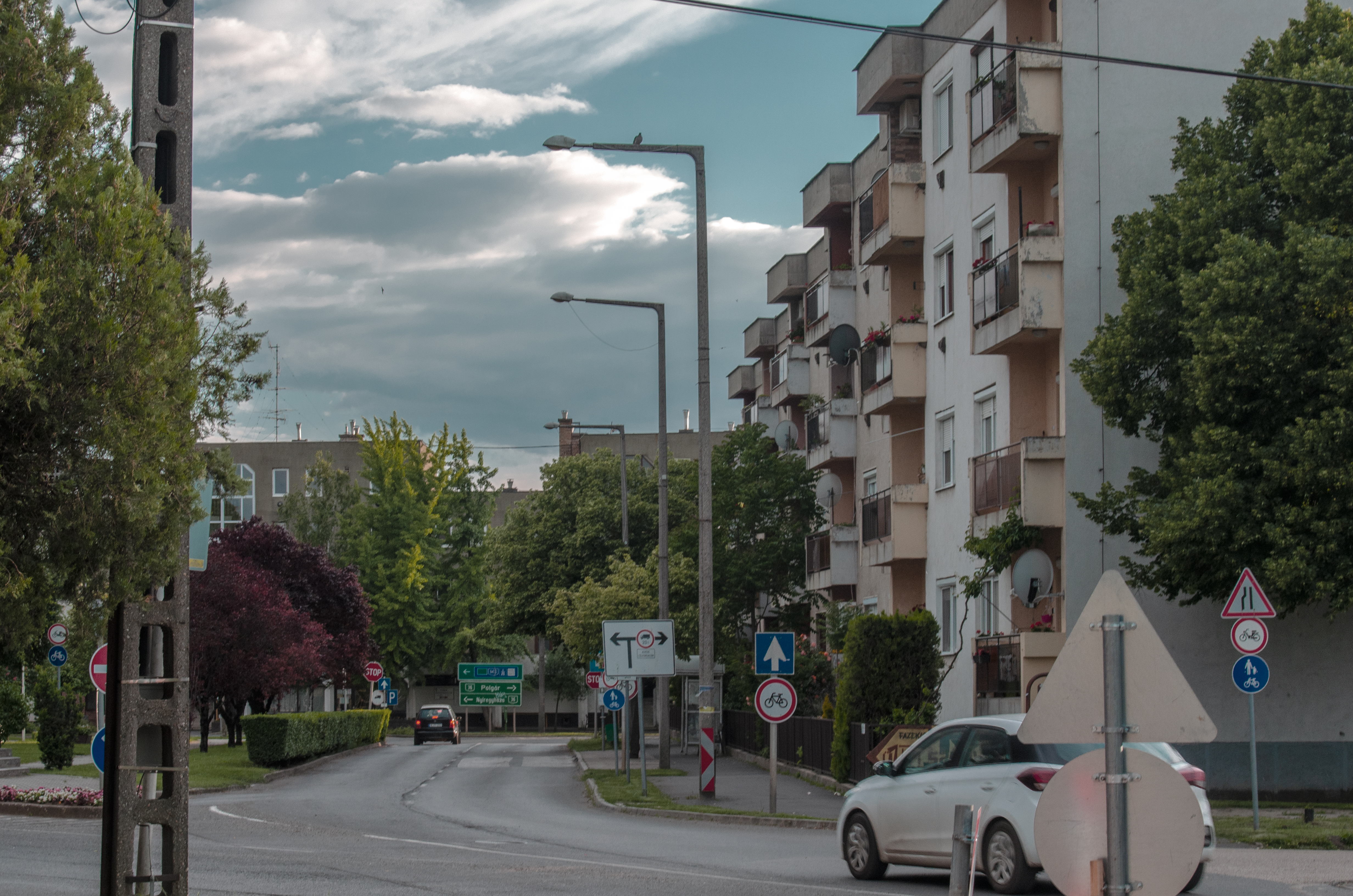
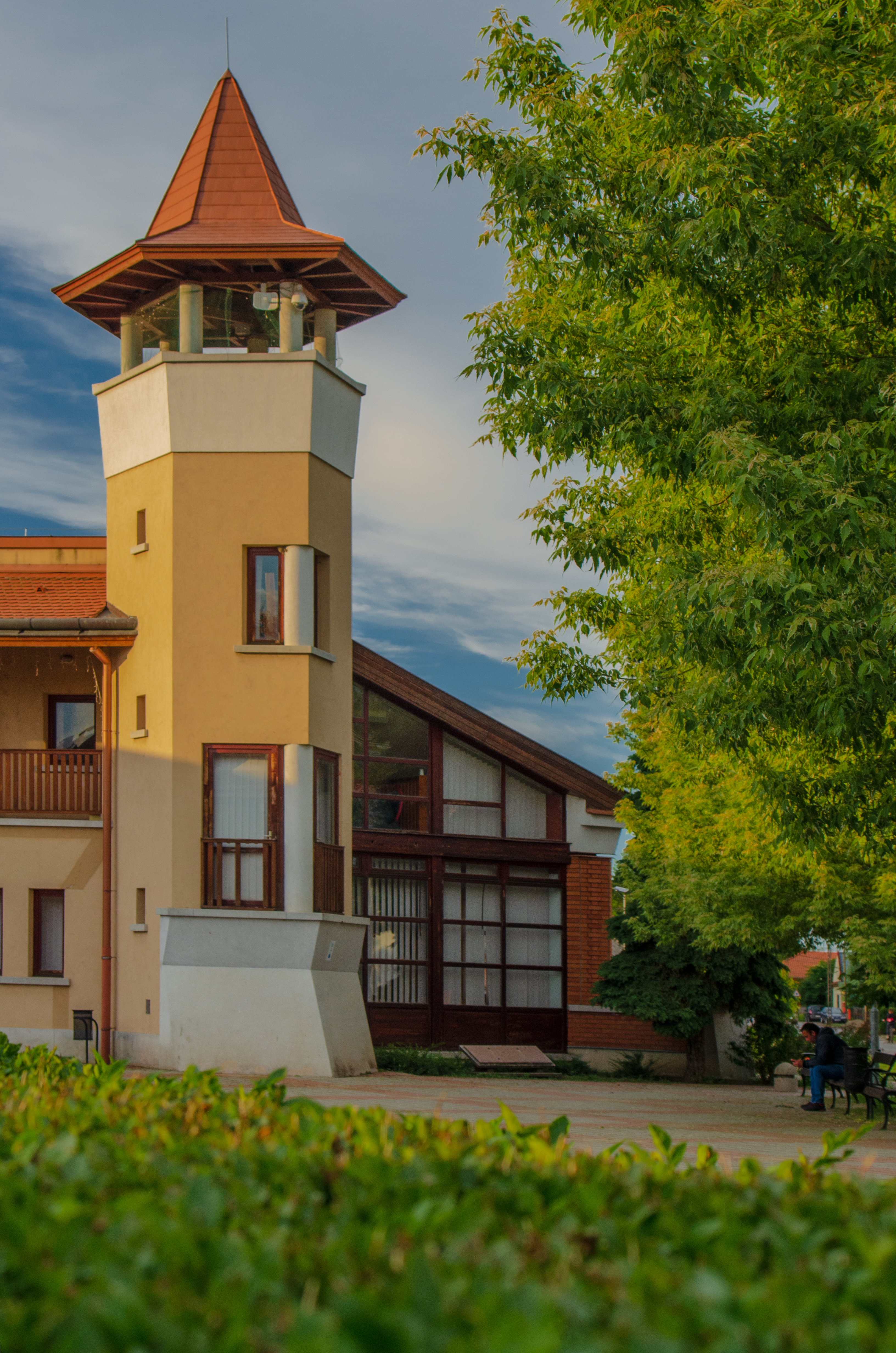
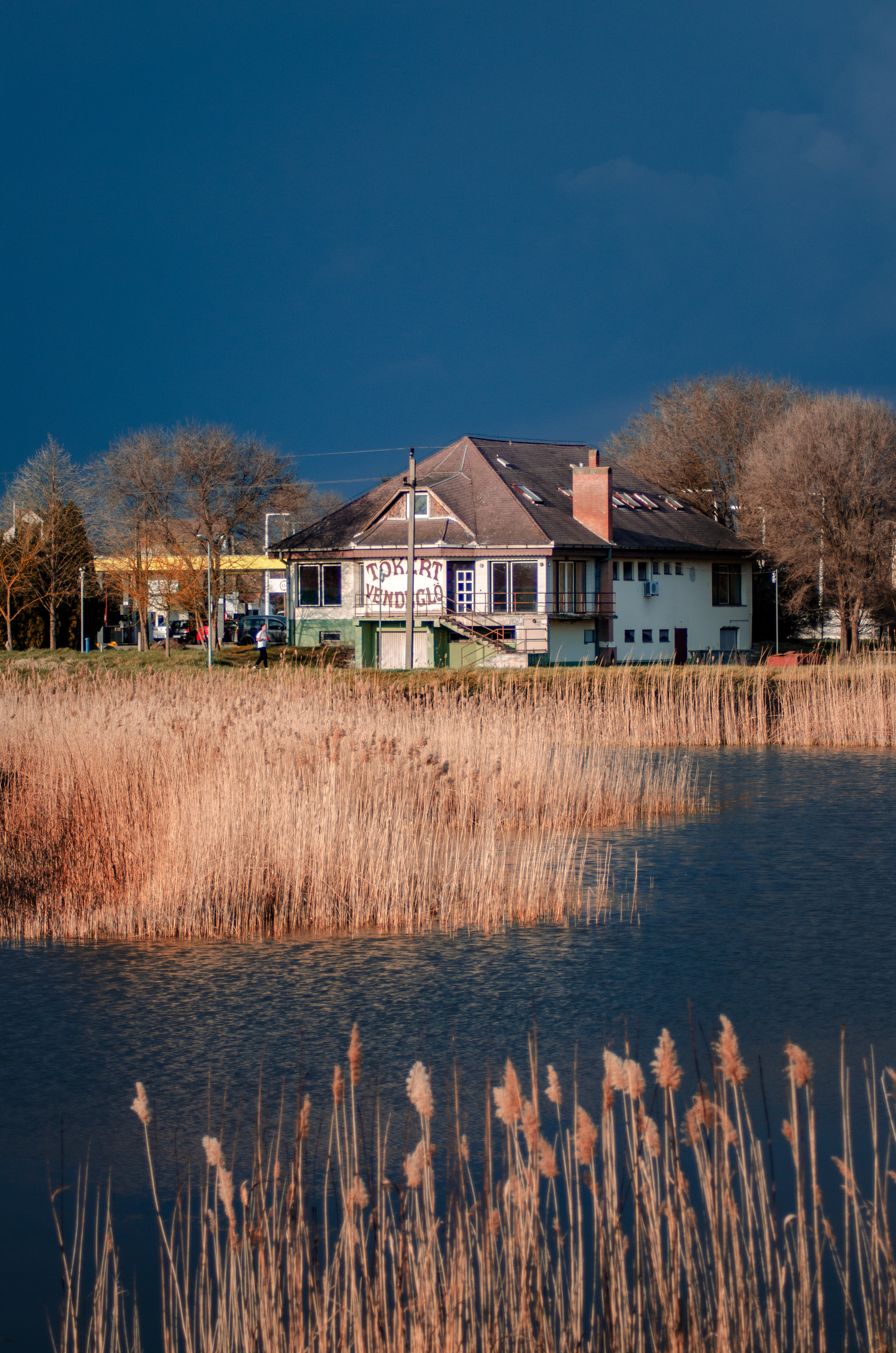
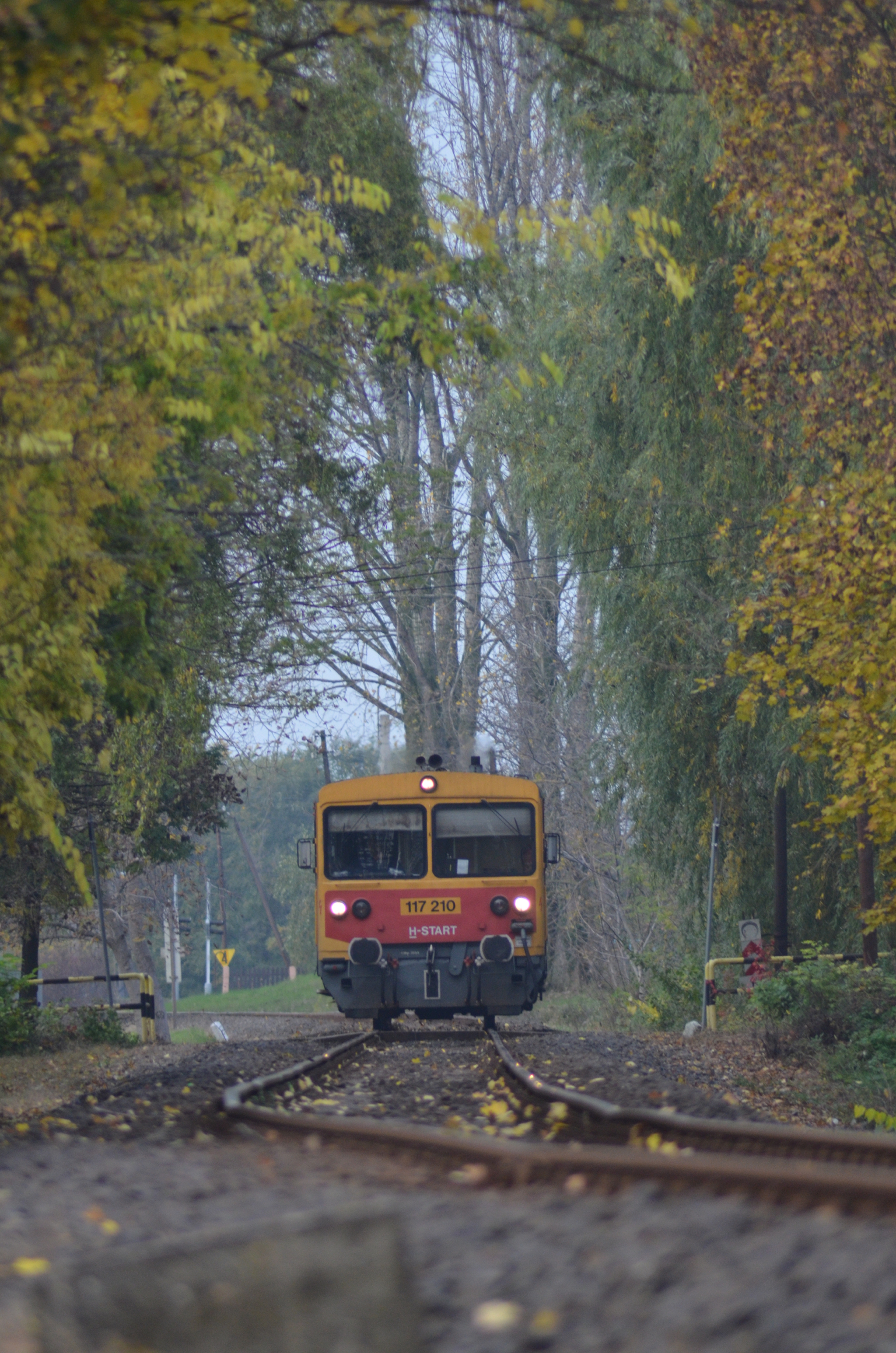
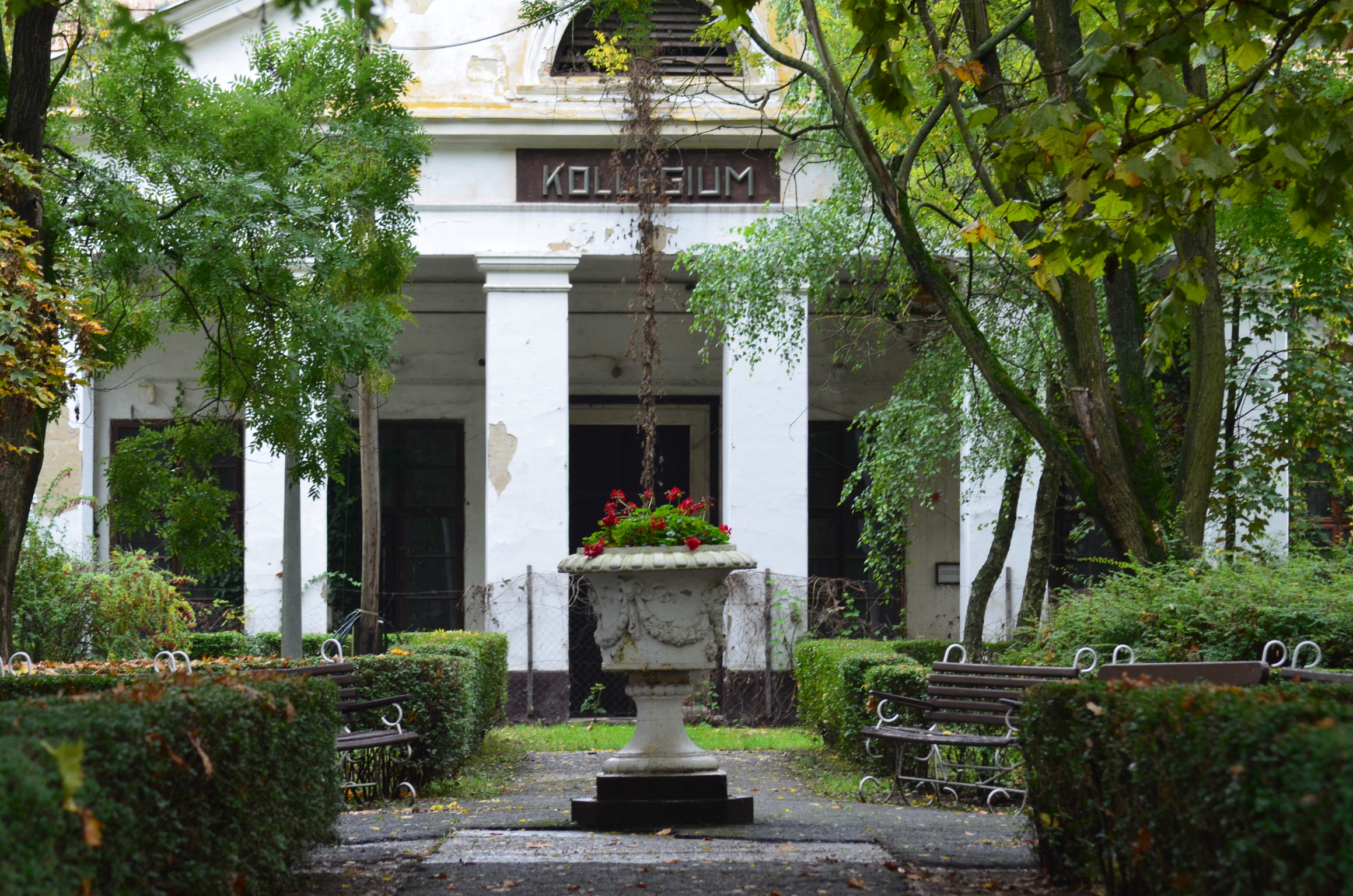
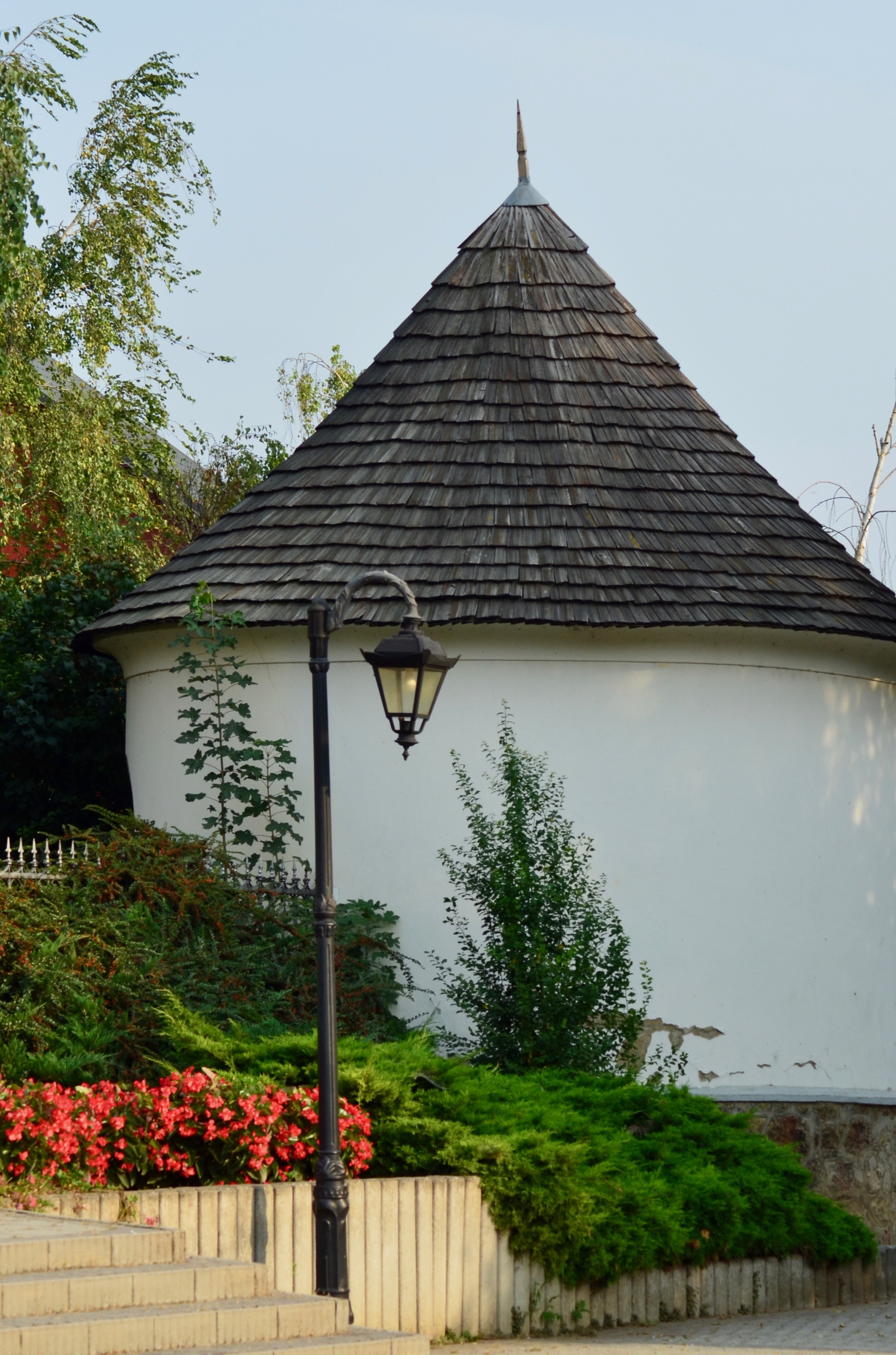
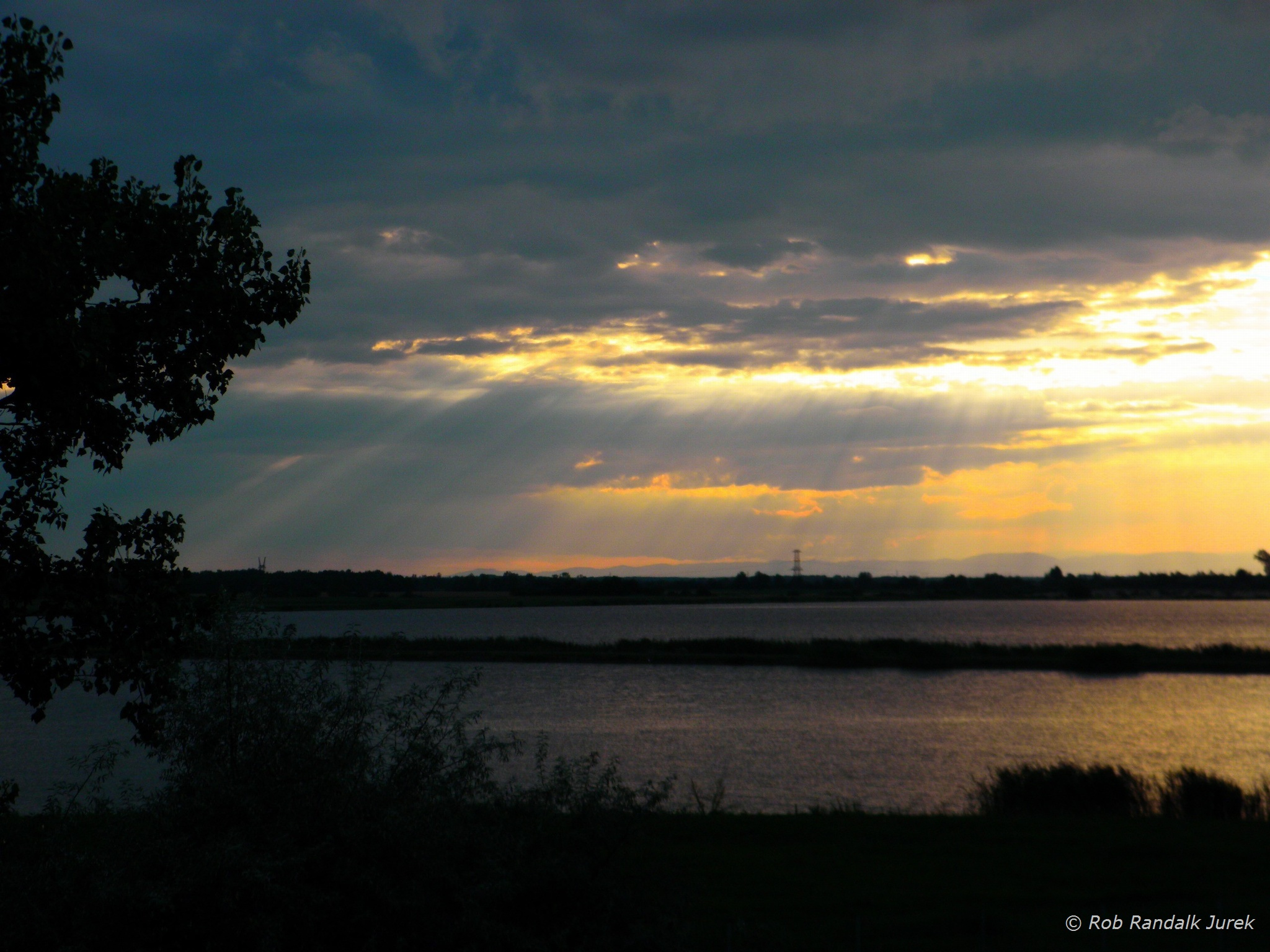